# Entertainment Computer System
L'Entertainment Computer System (lett. "sistema informatico per l'intrattenimento"), soprannominato Lucky ("fortunato"), è una periferica commercializzata nel 1983 da Mattel Electronics per la sua console Intellivision. Consiste in un modulo centrale, una tastiera e opzionalmente una tastiera musicale, e ha lo scopo di potenziare la console e fornirle alcune capacità tipiche di un home computer.

## Storia
Il progetto nacque dopo il fallimento del Keyboard Component, un accessorio concettualmente simile ma più grande, avanzato e costoso.
Lo sviluppo dell'Entertainment Computer System venne assegnato alla squadra di Don Daglow, il quale inventò il nome in codice LUCKI, sigla di Low User Cost Keyboard Interface ("Interfaccia a tastiera a basso costo utente"), da cui il soprannome Lucky.
A detta dello stesso Daglow, il progetto fu orientato al risparmio e il risultato fu raffazzonato e di scarsa qualità. Il sistema ebbe poco successo, e probabilmente non avrebbe cambiato molto le cose nemmeno se fosse stato di ottima realizzazione, di fronte alla crisi di quel periodo e alla diffusione dei veri home computer.
La Mattel abbandonò il settore delle console poco tempo dopo.

## Caratteristiche
Entertainment Computer System è il nome collettivo di tre componenti:
- Computer Adaptor, il modulo principale.
- Computer Keyboard, tastiera QWERTY a 49 tasti da collegare all'Adaptor.
- Music Synthesizer, venduta separatamente, tastiera musicale da collegare all'Adaptor per applicazioni musicali. Con 6 registri e 4 ottave, non era al livello di uno strumento musicale professionale.

Il Computer Adaptor è poco più grande dell'Intellivoice (una periferica di sintesi vocale uscita in precedenza), va inserito nella presa delle cartucce dell'Intellivision e ha a sua volta una presa analoga per l'inserimento dello stesso tipo di cartucce.
Sotto uno sportellino alloggia altre due prese, per la tastiera o il Music Synthesizer e per eventuali due joypad aggiuntivi; il sistema infatti permette l'esecuzione di giochi per quattro giocatori simultanei, anche se nessun gioco per quattro giocatori venne poi effettivamente pubblicato.
L'Adaptor ha poi una presa per collegare un qualsiasi registratore a cassette, purché dotato di ingresso "remote" per il comando via cavo; poteva servire per il salvataggio dei dati, ma non venne pubblicato software su cassetta.
C'è infine la presa per l'alimentazione esterna e una porta RS232 per eventuale stampante.
Internamente il modulo è dotato di un microprocessore MOS 6502, che può lavorare insieme a quello di base della console, 2kB di RAM e 12kB di ROM. Vengono aumentate anche le capacità sonore del sistema, con un secondo chip audio a tre canali oltre a quello della console.
Era prevista inoltre l'uscita di un'espansione hardware opzionale che avrebbe aumentato le capacità del modulo centrale, portando la RAM a 32kB e la ROM a 20kB.
All'avvio l'Entertainment Computer System propone a video un menù principale di sistema con tre funzioni fondamentali: programmare con il linguaggio BASIC integrato, eseguire il software sulla cartuccia, o utilizzare l'eventuale Music Synthesizer.

## BASIC
Il BASIC disponibile di serie nel sistema è una versione lontana dagli standard del linguaggio, con differenze anche nella sintassi. Le capacità generali del linguaggio sono limitate e le funzioni ordinarie disponibili sono molto poche.
In compenso mette a disposizione molti comandi che eseguono routine in linguaggio macchina preconfezionate, particolarmente adatte allo sviluppo di giochi e specifiche per la console: ci sono oltre 30 comandi per estrarre dalle normali cartucce Intellivision sprite e caratteri e riutilizzarli all'interno di nuovi programmi, e comandi per la gestione ad alto livello dell'animazione e del sonoro.
L'editor del codice ha una risoluzione video di soli 20x12 caratteri ed è dotato di colorazione della sintassi, all'epoca una caratteristica non comune, con rilevazione anche degli errori.
Le risorse sono comunque limitate per un uso evoluto della programmazione: soltanto 2kB di memoria sono disponibili all'utente. La velocità di esecuzione del codice è anch'essa molto ridotta: per eseguire un ciclo for vuoto di 10000 iterazioni il sistema impiega circa 8 minuti, contro i pochi secondi degli home computer medi dell'epoca.
Si tratta nel complesso di un ambiente di sviluppo finalizzato al facile apprendimento dei rudimenti del BASIC e limitatamente al gioco. Non è pensabile l'utilizzo per applicazioni serie, ad esempio di tipo matematico. L'Entertainment Computer System non può essere paragonato per finalità agli home computer contemporanei.
L'eventuale espansione hardware, oltre a rendere disponibile una quantità più seria di memoria, avrebbe potenziato anche il BASIC, aggiungendo riferimenti al Forth e nuove istruzioni.

## Software
Il software specifico per Entertainment Computer System uscì soltanto su cartuccia, realizzato dalla Mattel stessa. I titoli furono molto pochi, dato lo scarso successo e la breve vita commerciale del sistema, tutti videogiochi o legati al gioco. Avevano alcune caratteristiche nuove rispetto ai normali giochi Intellivision, ma non furono comunque particolarmente impressionanti. I titoli sono:
- Scooby Doo's Maze Chase, gioco a labirinto abbastanza ordinario, in cui l'unica parte gestita con il computer system è l'editor di livelli
- Mind Strike, gioco strategico fantascientifico che ricorda un po' gli scacchi, con la possibilità di programmare l'intelligenza artificiale degli avversari
- Mr. BASIC Meets Bits 'n Bytes, educativo sul BASIC, contiene tre semplici giochi, dove il protagonista si può controllare in modo tradizionale oppure programmando le sue mosse
- Melody Blaster, l'unico titolo uscito basato sull'uso del Music Synthesizer
- The Jetsons' Ways With Words, un educativo sull'ortografia inglese, basato sul cartone animato I pronipoti
- World Series Major League Baseball, gioco sportivo relativamente complesso, con supporto anche per Intellivoice

Altri titoli che raggiunsero il completamento, ma non risultano pubblicati:
- Number Jumble, educativo sulla matematica
- Game Factory, un ambiente di sviluppo di videogiochi